# Radisnyj Sad
Radisnyj Sad (ukrainisch Радісний Сад; russisch Радостный Сад Radostny Sad) ist eine Ansiedlung im Zentrum der ukrainischen Oblast Mykolajiw mit etwa 1900 Einwohnern.
Die Siedlung wurde 1908 gegründet und liegt am Westufer des Südlichen Bugs, 7 Kilometer südlich der Rajons- und Oblasthauptstadt Mykolajiw. Zwischen 1920 und dem 12. Mai 2016 trug sie den ukrainischen Namen Radsad (Радсад).

## Verwaltungsgliederung
Am 12. August 2016 wurde die Ansiedlung zum Zentrum der neugegründeten Landgemeinde Radsad (Радсадівська сільська громада/Radsadiwska silska hromada). Zu dieser zählen auch noch die 5 in der untenstehenden Tabelle aufgelisteten Dörfer, bis dahin bildete sie zusammen mit dem Dorf Nowobohdaniwka die gleichnamige Landratsgemeinde Radsad (Радсадівська сільська рада/Radsadiwska silska rada) im Südosten des Rajons Mykolajiw.
Folgende Orte sind neben dem Hauptort Radisnyj Sad Teil der Gemeinde:
| Name                     | Name             | Name                                   |
| ukrainisch transkribiert | ukrainisch       | russisch                               |
| ------------------------ | ---------------- | -------------------------------------- |
| Kosyrka                  | Козирка          | Козырка                                |
| Mychajliwka              | Михайлівка       | Михайловка (Michailowka)               |
| Nowobohdaniwka           | Новобогданівка   | Новобогдановка (Nowobogdanowka)        |
| Saritschne               | Зарічне          | Заречное (Saretschnoje)                |
| Stara Bohdaniwka         | Стара Богданівка | Старая Богдановка (Staraja Bogdanowka) |